# Ana Vrljić
Ana Vrljić (Zagabria, 1º agosto 1984) è un'ex tennista croata.
Ha vinto 4 titoli nel singolare e 11 nel doppio nel circuito ITF, mentre non ha mai vinto tornei WTA. Ha partecipato alle qualificazioni di undici tornei dello Slam, senza tuttavia riuscire ad accedere ai tabelloni principali.
Ha partecipato a sette match di Fed Cup per la Croazia, vincendo 4 incontri e perdendone 3.
Le sue migliori classifiche sono la 180ª posizione nel singolo (raggiunta il 26 agosto 2013) e la 149º nel doppio (13 gennaio 2014).